# تريفور روجرز
تريفور روجرز (بالإنجليزية: Trevor Rogers)‏ هو سياسي نيوزلندي، ولد في 18 أغسطس 1943. انتخب عضو مجلس النواب النيوزيلندي.